# 裴澈
裴澈（？—887年4月6日），字深源，中国唐朝官员，唐僖宗和僭位者李煴年间为宰相。李煴败亡后，他也因效力李煴而被诛。

## 家世
裴澈生年不详。他出自东眷裴氏。祖父裴肃，唐德宗年间为浙东观察使，父裴俅，谏议大夫，伯父裴休，唐宣宗年间宰相。但两唐书《裴休传》都提及裴俅而没有提及裴澈，可能是因为裴澈的下场。

## 效力唐僖宗
唐僖宗广明元年（880年）十二月，黄巢的大规模农民变军即将逼近京城长安，首相卢携被当权宦官田令孜归咎，被罢相，因而自杀。时任翰林学士、户部侍郎的裴澈被任为工部侍郎，与新拜户部侍郎的翰林学士承旨、尚书左丞王徽一同授同中书门下平章事，拜为宰相。但当天即传来黄巢将攻长安的消息，田令孜兄长陈敬瑄时任西川节度使，田令孜带僖宗逃往西川军部成都。裴澈起初不及随驾，但中和元年（881年）二月也来到成都。以金紫光禄大夫、守中书侍郎兼礼部尚书、同中书门下平章事、上柱国被任为特进、门下侍郎兼兵部侍郎、同中书门下平章事、监修国史，勋封如故。十一月，为检校兵部尚书、御史大夫、充鄂岳观察使。但当时鄂州尚有刺史崔绍，疑裴澈未赴任。
后来黄巢兵败，唐军收复长安，三年（883年），僖宗开始准备回京，时任首相郑畋冒犯田令孜、陈敬瑄而被罢相。七月，裴澈时任兵部尚书、判度支，被任为中书侍郎、同平章事，再度拜相。淮南节度使高骈命从事崔致远给裴澈写信道贺。光启元年（885年）十月，田令孜激怒军阀河中节度使王重荣和河东节度使李克用导致二人进攻长安，次年正月，僖宗再次逃离长安，奔兴元。因田令孜被认为弄权、腐败，且僖宗此次出逃在夜间，故少有官员随行，裴澈和同僚宰相工部侍郎、判度支萧遘、郑昌图等文武百官不知僖宗出奔，都没有随驾。太子少保孔纬奉命来催百官随驾，来见宰相，萧遘、裴澈因田令孜在僖宗左右，不想随驾，称病不见。

## 效力李煴
萧遘因厌恶田令孜，与裴澈合计，写信召起初联合田令孜但后也反对他的另一军阀静难军节度使朱玫勤王。朱玫接管长安，准备另立僖宗曾祖父辈远亲李煴为帝。他先奉李煴为嗣襄王，四月，与萧遘、裴澈率群僚奉李煴权监军国事、承制封拜指挥，以兵部侍郎判户部郑昌图为同平章事、判度支、盐铁、户部；五月，朱玫加自己侍中、诸道盐铁、转运等使，加裴澈判度支，郑昌图判户部。又以裴澈为门下侍郎、右仆射、同平章事、判度支。十月，李煴称帝，裴澈和郑昌图继续为宰相。

## 伏诛
但李煴的任期短。朱玫部将王行瑜受命攻兴元俘虏僖宗，却不能成功，害怕被朱玫处罚。十二月，代田令孜为左神策中尉、观军容使的杨复恭传檄关中，称杀朱玫者将被任为静难节度使。王行瑜因而背弃朱玫，突然回到长安。朱玫闻讯，不知王行瑜所欲，召之，责以擅归。王行瑜执杀朱玫，部下军兵劫掠京城。裴澈、郑昌图与约二百官员奉李煴经东渭桥奔河中，意欲寻求王重荣庇护。王重荣诈作奉迎，却将李煴执杀，并将裴澈、郑昌图等下狱。李克用派出勤王的榆次镇将李承嗣安定京城，得到裴澈、郑昌图。
三年（887年）三月，僖宗下诏就地处决裴澈、郑昌图和虽然受李煴拜相但没有积极参与建立政府的萧遘。三人被斩于岐山县。

## 作品
- 《大唐故凉王墓志之铭》，作于乾符六年